# Episcleritis
L'episcleritis és una malaltia inflamatòria benigna, autolimitada que afecta la part de l'ull anomenada epísclera. L'epísclera és una capa prima de teixit que es troba entre la conjuntiva i la capa de teixit connectiu que es forma el blanc de l'ull (escleròtica). L'episcleritis és una afecció molt comuna, i es caracteritza per l'aparició brusca de dolor ocular lleu i enrogiment.
Hi ha dos tipus d'episcleritis, un on el epísclera es veu afectada de manera difusa (episcleritis difusa), i l'altra on apareixen nòduls a la episcleròtica (episcleritis nodular). La majoria dels casos no tenen una causa identificable, encara que una petita fracció dels casos estan associats amb diverses malalties sistèmiques. Sovint, les persones episcleritis de forma recurrent. El tractament se centra en la disminució de les molèsties, i inclou les gotes oculars lubrificants. Els casos més severs poden ser tractats amb glucocorticoides tòpics o medicaments antiinflamatoris orals (AINEs).